# 鹿児島県道563号辺塚根占線
鹿児島県道563号辺塚根占線（かごしまけんどう563ごう へつかねじめせん）は、鹿児島県肝属郡南大隅町から肝属郡錦江町を経由して、肝属郡南大隅町に至る一般県道である。

## 概要
肝属郡南大隅町佐多辺塚から肝属郡錦江町を経由して、肝属郡南大隅町根占川南に至る。

### 路線データ
- 起点：肝属郡南大隅町佐多辺塚（鹿児島県道74号内之浦佐多線）
- 終点：肝属郡南大隅町根占川南（南大隅町川南交差点、国道269号交点）

## 歴史
- 1958年（昭和33年）11月1日 - 鹿児島県告示第772号により路線認定される[1]。

## 路線状況

### 重複区間
- 鹿児島県道68号鹿屋吾平佐多線（肝属郡錦江町田代川原）

## 地理

### 通過する自治体
- 肝属郡南大隅町
- 肝属郡錦江町
- 肝属郡南大隅町

### 交差する道路
| 交差する道路                              | 市町村名 | 市町村名 | 交差する場所 | 交差する場所      |
| ----------------------------------------- | -------- | -------- | ------------ | ----------------- |
| 鹿児島県道74号内之浦佐多線                | 肝属郡   | 南大隅町 | 佐多辺塚     | 起点              |
| 鹿児島県道68号鹿屋吾平佐多線 重複区間起点 | 肝属郡   | 錦江町   | 田代川原     |                   |
| 鹿児島県道68号鹿屋吾平佐多線 重複区間終点 | 肝属郡   | 錦江町   | 田代川原     |                   |
| 肝属広域農道 / 肝属クリーンロード         | 肝属郡   | 南大隅町 | 根占横別府   |                   |
| 国道269号                                 | 肝属郡   | 南大隅町 | 根占川南     | 川南交差点 / 終点 |

### 沿線
- 南大隅町立神山小学校（終点付近）
- 南大隅町役場（終点付近）
- 鹿児島県立南大隅高等学校（終点付近）